# أزناكاييفو
أزناكاييفو (بالروسية: Азнакаево) هي إحدى مدن روسيا في الكيان الفدرالي الروسي تتارستان.